# Turmhof (Oberdollendorf)

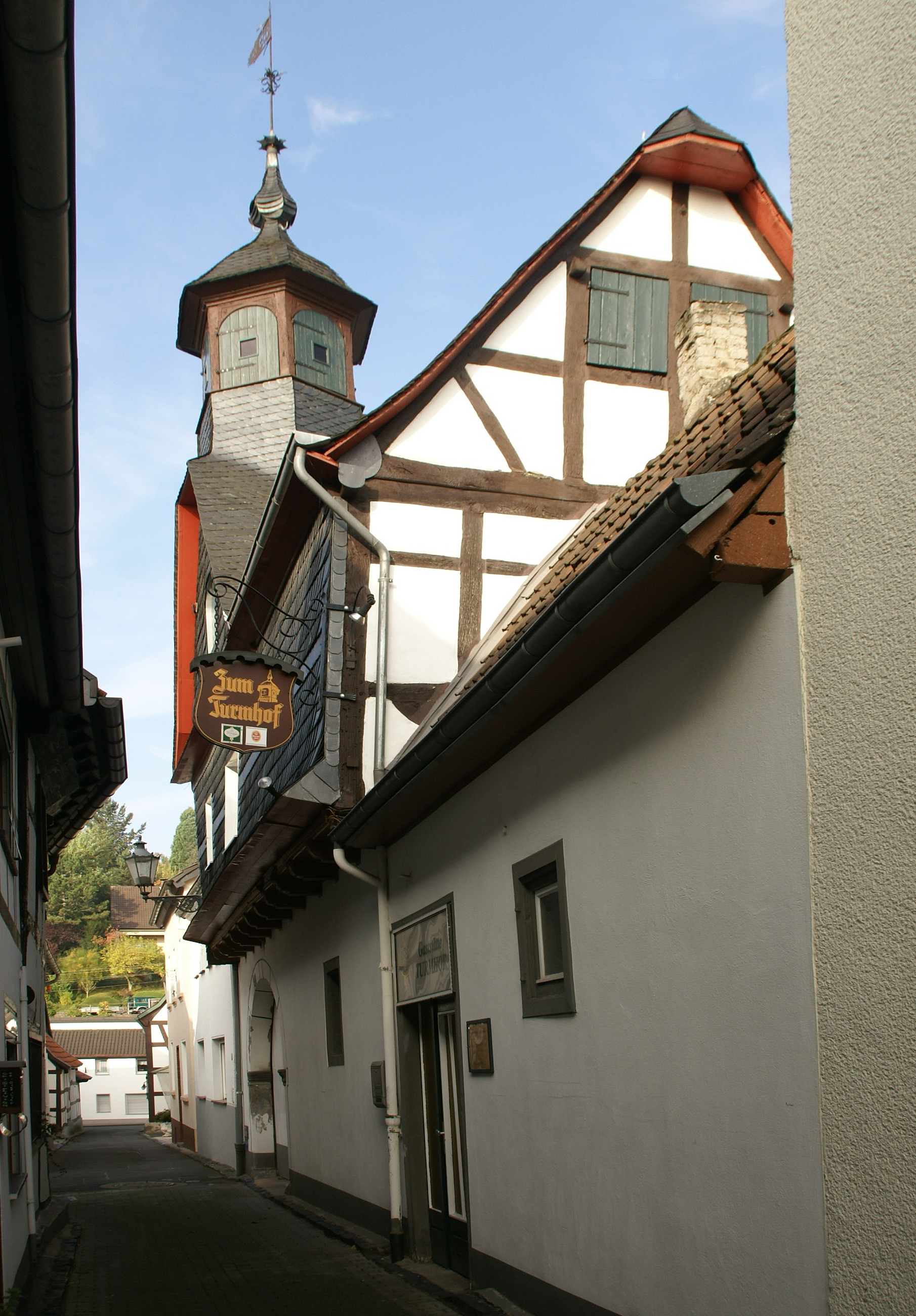
Turmhof, Ansicht von Süden

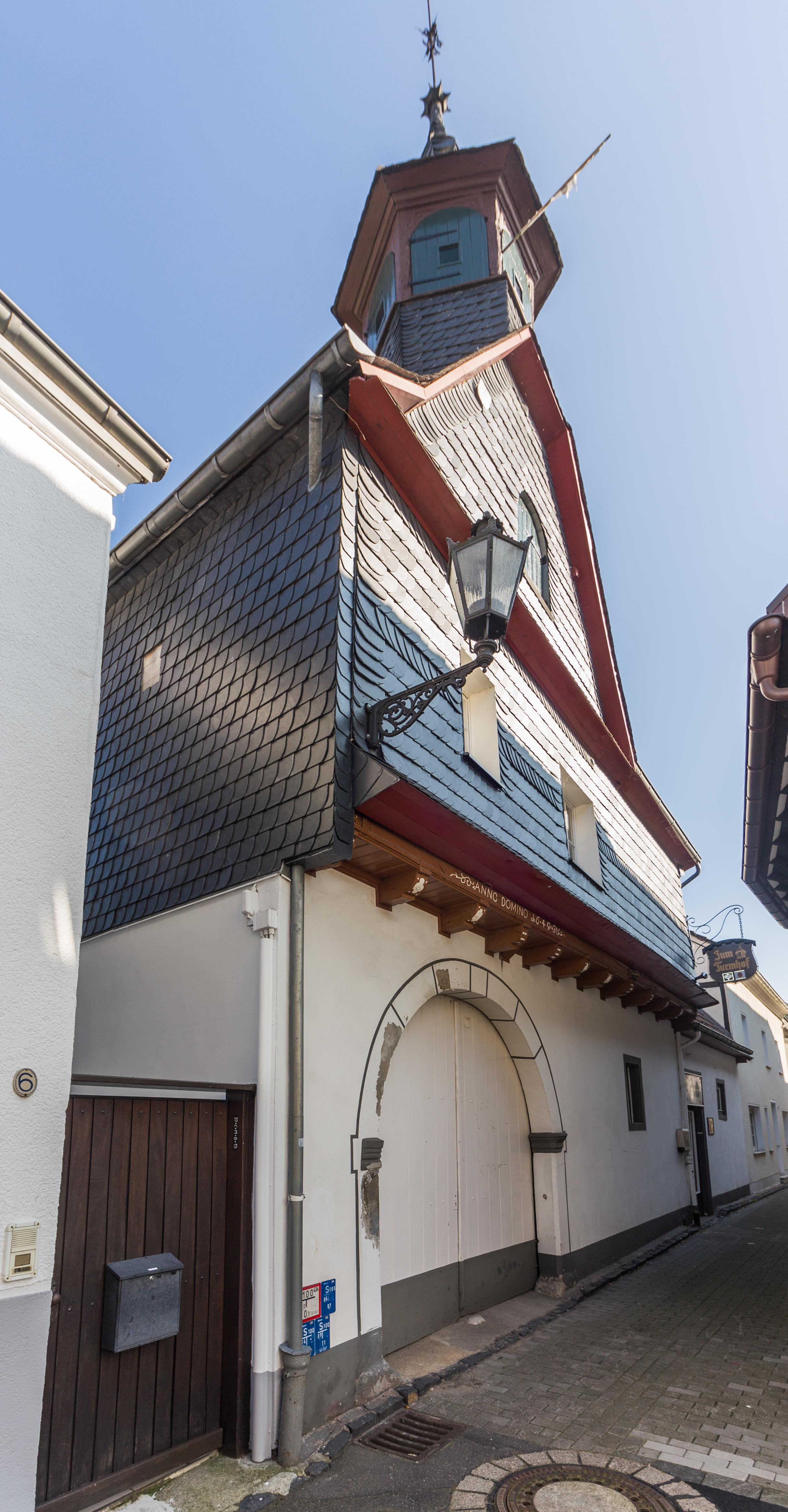
Turmhof, Ansicht von Norden

Der Turmhof in Oberdollendorf, einem Ortsteil der Stadt Königswinter im nordrhein-westfälischen Rhein-Sieg-Kreis, ist ein ehemaliger Winzerhof. Er steht als Baudenkmal unter Denkmalschutz.
Der Turmhof liegt in der engen Turmstraße (Adresse: Turmstraße 4) im Ortskern von Oberdollendorf und gliedert sich in das straßenseitige Turmhaus von 1649 sowie das rückwärtige sogenannte Hofhaus von 1582, beides Fachwerkbauten. Unter letzterem befindet sich ein großer Gewölbekeller aus Bruchstein. Mit dem ehemals zugehörigen Kelterhaus von 1650 (Mühlenstraße 5) reichte der Turmhof bis zur östlichen, bergseitigen Parallelstraße der Turmstraße.
Im späten 16. Jahrhundert bewohnten die jeweiligen Oberdollendorfer Schultheißen mit ihrer Familie das Hofhaus. Der verschieferte Turmaufsatz auf dem Dachfirst des Turmhauses stammt aus der ersten Hälfte des 19. Jahrhunderts und diente vermutlich der Brand- und Wetterbeobachtung. Die Eintragung des Gebäudes in die Denkmalliste der Stadt Königswinter erfolgte am 29. August 1985. Der Turmhof wird seit längerem gastronomisch durch eine Gastwirtschaft genutzt.